# Ligue unitaire

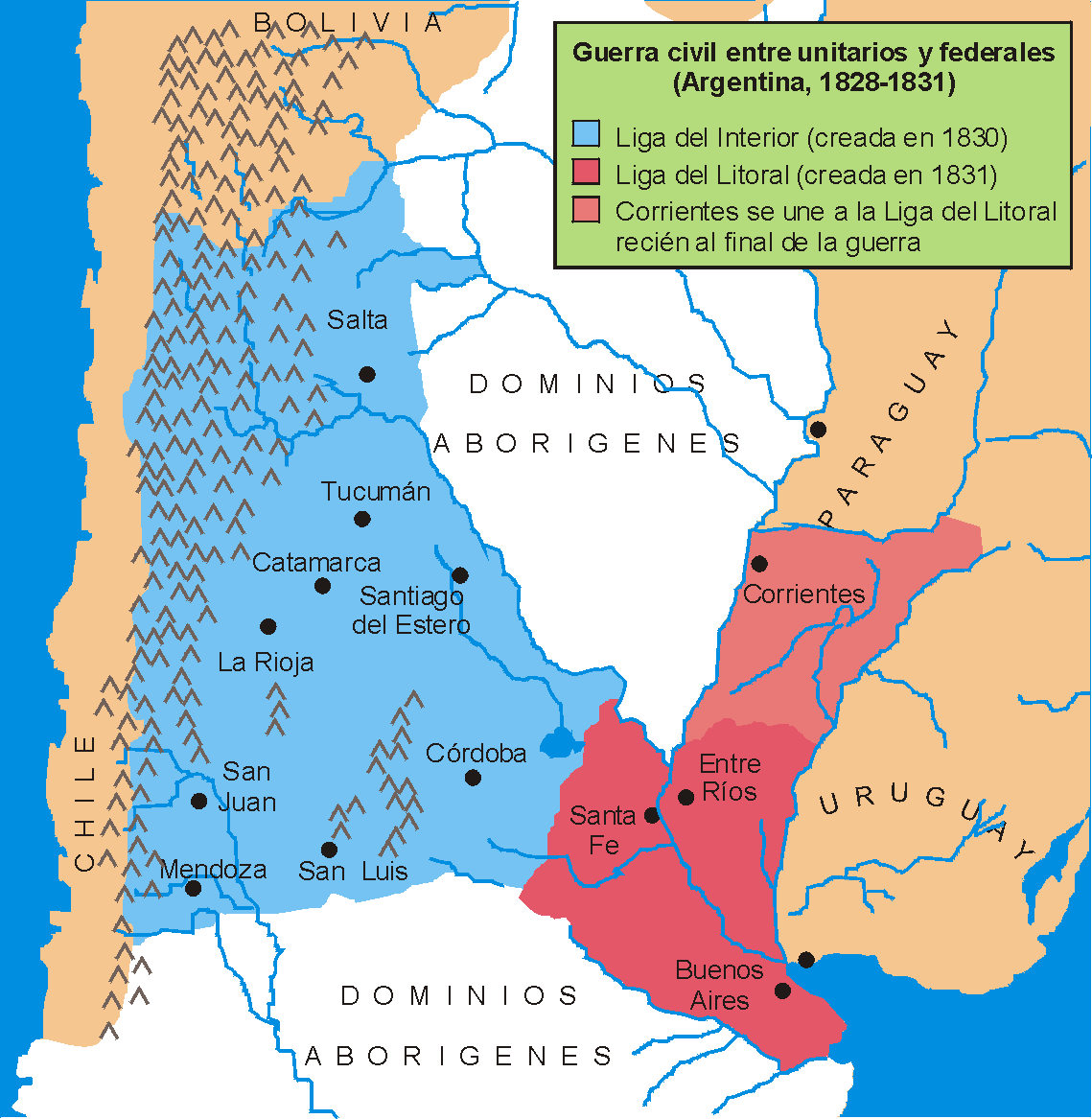
La Ligue de l'intérieur (en bleu) et la Ligue du Litoral (en rouge), en 1831.

La Ligue de l’intérieur, dite également Ligue unitaire, était une union politique et militaire conclue en 1830 par un ensemble de provinces argentines dominées alors par le Parti unitaire, savoir les provinces de San Luis, de La Rioja, de Catamarca, de Mendoza, de San Juan, de Tucumán, de Córdoba, de Salta, et de Santiago del Estero. Ces provinces nommèrent pour leur Chef suprême militaire le général José María Paz et se proposaient de réunir un congrès constituant en vue de définir l’architecture politique nationale de l’Argentine, et auquel seraient aussi conviées les autres provinces du pays. Peu après, la Ligue eut à faire face aux provinces qui s’étaient en 1831 fédérées dans le Pacte fédéral (ou Ligue du Litoral), à savoir, dans un premier temps, Buenos Aires, Santa Fe et Entre Ríos, puis Corrientes, et plusieurs autres provinces ensuite. Il s’agit d’alliances temporaires d’opportunité, s’inscrivant dans une phase déterminée des guerres civiles argentines qui agitèrent le pays durant une grande partie du XIXe siècle.

## Genèse
Après la guerre de Cisplatine (1825-1828), qui conduisit notamment à l’indépendance de la Province orientale, actuel Uruguay, la situation politique en Argentine était marquée par la disparition du gouvernement central du président Rivadavia. Cet état de fait incita les provinces à se déclarer autonomes, ne consentant à déléguer au pouvoir central, en la personne du gouverneur de Buenos Aires, le fédéraliste Manuel Dorrego, que la seule compétence en matière de relations extérieures du pays. Plusieurs tentatives de convoquer un congrès en vue d’élaborer des structures politiques nationales (« organisation nationale ») sur une base fédéraliste furent certes entreprises mais n’aboutirent pas. C’est dans ce contexte que le Parti unitaire tenta de reprendre le pouvoir, en particulier en exploitant, pour susciter un soulèvement politico-militaire, le mécontentement des chefs militaires de l’armée nationale à la suite du traité de paix signé par Dorrego. En décembre 1828, le général Juan Lavalle, ayant renversé et fait fusiller Dorrego, s’empara du pouvoir à Buenos Aires ; peu après, le général José María Paz, originaire de Córdoba, se mit en mouvement avec une autre division des troupes nationales et, après avoir battu le gouverneur Juan Bautista Bustos à la bataille de San Roque, se rendit maître de Córdoba.
La guerre ainsi engagée se poursuivit avec des issues diverses au long de l’année 1829 ; si en effet les caudillos fédéralistes des provinces du Litoral surent vaincre Lavalle, Paz de son côté consolidait sa domination sur Córdoba en repoussant deux invasions menées par le caudillo de La Rioja, Juan Facundo Quiroga.
Le général Paz, ayant appris que la révolution avait échoué à Buenos Aires et dans le Litoral, proclama d’abord que son intention était de se maintenir dans sa province natale sans plus agresser les autres provinces, mais s’avisa ensuite de la nécessité d’occuper les provinces limitrophes pour assurer sa propre position politique à Córdoba. Les gouverneurs de Salta et de Tucumán furent les premiers à adhérer à la Ligue unitaire, pour ensuite prêter leur concours à l’occupation de provinces gouvernées ou influencées par des caudillos fédéralistes. C’est ainsi que quelques colonnes militaires purent, sans rencontrer de résistance notable, voire aucune résistance, s’emparer des provinces de San Juan, La Rioja, Mendoza et Santiago del Estero, pendant que des gouvernements fidèles à Paz furent portés au pouvoir également dans les provinces de Catamarca et de San Luis. Ainsi l’Argentine se retrouva-t-elle, du fait de la situation politico-militaire, divisée en deux zones clairement démarquées : le Litoral et l’intérieur.
Les gouvernements des provinces qui sympathisaient avec Paz, ou qui étaient dominées militairement par les troupes de celui-ci, envoyèrent leurs représentants à Córdoba, lesquels conclurent le 5 juillet 1830 un traité de paix et d’amitié, et une alliance défensive et offensive. Les signataires en étaient :
- pour Córdoba : Juan Antonio Saráchaga
- pour Catamarca : Enrique Araujo
- pour San Luis : le docteur José María Bedoya
- pour Mendoza : Francisco Delgado
- pour La Rioja : Andrés Ocampo

S’y joignirent ultérieurement Salta, Santiago del Estero, Tucumán et San Juan.
Un des objectifs déclarés de la Ligue était la mise en place d’un État national organisé, et proclamait à cet effet :
« Article 12. Les parties contractantes déclarent formellement ne point se lier à aucun système politique, et s’obligent à accepter la constitution que donnera le Congrès national, en suivant en tout la volonté générale et le système qui prévaudra au Congrès des provinces qui se sont unies.
Tratado de Paz, Amistad, y Alianza Ofensiva y Defensiva entre las Provincias de Catamarca, Córdoba, San Luis, Mendoza y La Rioja »

## Organisation économique et politique
La réalité économico-sociale des provinces de l’intérieur était différente de celle des provinces du Litoral. Les guerres d’indépendance de l’Argentine avaient fortement perturbé la région, par un ensemble de facteurs : le commerce avec le Haut-Pérou avait été interrompu, sa main-d’œuvre était employée dans les armées, et le marché des provinces du Litoral lui échappait à cause de la supériorité compétitive des produits britanniques importés. Économiquement se maintenait une production de type artisanal, tandis que les capitaux avaient été investis dans l’acquisition de terres, faisant naître nombre de grands domaines agricoles.
Confrontés à cet état de fait, les caudillos et gouverneurs de l’intérieur avaient hâte de voir s’instituer une organisation étatique nationale, propre à soutenir les économies régionales mais en même temps respectueuse des autonomies provinciales. C’est pour ces motifs que le gouverneur fédéraliste de Córdoba, Juan Bautista Bustos, avait plaidé des années durant pour la convocation d’un congrès ayant mandat de définir les structures capables de réunir les provinces au sein d’une république de type fédéral ; ses initiatives cependant se heurtèrent chaque fois aux réponses dilatoires des autorités successives de Buenos Aires. Avec l’avènement de Paz, la création d’un nouveau centre de pouvoir à Córdoba fut regardée par les élites provinciales de l’intérieur comme une étape possible en vue de l’instauration d’une certaine organisation supraprovinciale.
La situation politique dans les provinces de l’intérieur était précaire, car les autorités qui avaient fait allégeance à la Ligue ne pouvaient pas compter sur le soutien d’une majorité de la population. L’influence des caudillos d’idéologie fédéraliste persistaient, et ceux-ci, en mettant sur pied des troupes irrégulières, les montoneras, déclenchaient de fréquents soulèvements dans les zones rurales, y compris dans la province de Córdoba elle-même.
L’agitation politique liées aux antagonismes de l’époque condamnaient ces provinces à un état de désordre permanent, qui contrariait le progrès économique, pourtant fort limité avant la guerre déjà, et par là provoquait le mécontentement social, que les caudillos avaient beau jeu d’attiser. En pratique, chaque province membre de la Ligue continuait de se comporter de manière autonome, la situation politique du moment empêchant en effet une organisation interprovinciale plus substantielle de se mettre en place :
« Quoique Paz se disait unitaire et agissait comme chef des unitaires dans l’intérieur, les provinces conservaient législatures, gouverneurs et toutes les apparences d’un mécanisme fédéral, certes subordonné aux chefs de l’armée de Córdoba, mais contesté par les amis et affidés de Paz eux-mêmes, imbus qu’ils étaient en même temps de l’idée de la souveraineté de leurs provinces respectives. »

## LePouvoir militaire suprême

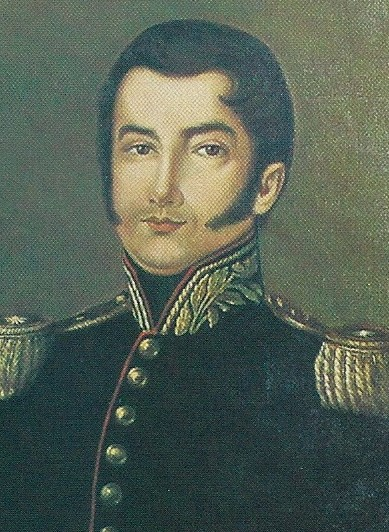
José María Paz, militaire argentin natif de Córdoba et ancien combattant des guerres d’indépendance et contre le Brésil. Les provinces de l’Intérieur lui confièrent le Pouvoir militaire suprême.

La menace d’un affrontement militaire que faisaient peser les provinces du Litoral, dominées par les fédéralistes, porta les gouvernements de la Ligue de l’intérieur, le 31 août 1830, à signer un Pacte d’union et d’alliance et de s’accorder en particulier à conférer au général Paz le Pouvoir militaire suprême (en esp. Supremo Poder Militar). Cela impliquait que toutes les parties participantes mettaient sous commandement unifié les troupes provinciales dont ils disposaient, de même que leur armement et équipement. Pour entretenir cette armée, qui devenait ainsi une armée conjointe chargée de la défense de l’ensemble du territoire coalisé, les gouvernements signataires mettaient à la disposition de Paz le quart de leurs recettes. Le traité, qui fut signé par les représentants des neuf provinces de la Ligue, prévoyait un délai de huit mois ; il était stipulé qu’avant ce délai la situation politique devait avoir abouti à une union nationale, auquel cas le traité cesserait de s’appliquer ; si au contraire aucun gouvernement national dans lequel la Ligue pourrait s’intégrer n’était survenu dans lesdits huit mois, les provinces signataires recouvreraient la maîtrise de leurs troupes, sauf dans l’éventualité d’une guerre.
« Art. premier. Il est établi entre les Provinces contractantes un Pouvoir militaire suprême provisoire.
Art. 2. Sont assujetties audit Pouvoir suprême toutes les forces tant d’anciens combattants que de milices des Provinces concernées ainsi que leur commandement, en condition de paix comme de guerre.
Art. 3. Ledit Pouvoir suprême fera au sein des forces susmentionnées tels arrangements et réformes qu’il estimera expédients, en en augmentant les effectifs si la sécurité et l’honneur des Provinces contractantes le requièrent.
Art. 4. Resteront à la disposition du Pouvoir suprême tous armements, matériels et équipements de guerre appartenant aux Provinces contractantes.
Art. 5. Il entre dans les attributions du Pouvoir militaire suprême de conférer les emplois et les grades militaires jusques et y compris celui de colonel.
(...) »
Apposèrent leur signature sous ce pacte:
- Francisco Delgado, de Mendoza ;
- Dr. José María Bedoya, de San Luis ;
- José Rudecindo Rojo, de San Juan ;
- Manuel Tezanos Pinto, de Salta ;
- Dr. Manuel Berdia, de Tucumán ;
- Dr. Miguel Calixto del Corro, de Santiago del Estero ;
- Dr. José Gregorio Baigorria, de Córdoba ;
- Enrique Araujo, de Catamarca ;
- Ventura Ocampo, de La Rioja.

Le but de ce Pouvoir militaire suprême était d’unir les ressources, mais dans la pratique, les incursions des montoneras fédéralistes eurent pour effet de tenir occupées les troupes de ligne et les milices, qui en conséquence se retrouvèrent dispersées sur toute l’étendue du territoire de la Ligue.
Entre-temps, les provinces du Litoral œuvraient dans une direction semblable et convinrent également d’une défense mutuelle, dans le cadre de laquelle les gouvernements de Santa Fe, de Buenos Aires et de Corrientes coopérèrent pour étouffer les mouvements révolutionnaires en Entre Ríos.

## Deux visions de l’État argentin en face-à-face
Nonobstant l’état de guerre amorcé par la destitution de Dorrego le 1er décembre 1828, les provinces continuaient de se gouverner elles-mêmes selon leurs principes et critères propres, indépendamment de leur adhésion réelle ou supposée au parti fédéraliste ou unitaire. Ainsi p.ex. le gouverneur de Córdoba, le général Paz, signa des traités d’amitié avec le caudillo fédéraliste de Santa Fe, Estanislao López, ce qui mit en fureur son homologue de La Rioja, Facundo Quiroga. Ensuite, Santa Fe et Buenos Aires tentèrent en 1830 de s’entremettre entre Paz et Quiroga, mais sans succès.
La Ligue de l’intérieur, au moment où elle fut constituée, proclama son intention d’œuvrer en faveur de structures politiques nationales (l’organisation nationale), la mise en place desquelles elle jugeait réalisable avant un délai de huit mois, selon ce qui fut annoncé lors de la nomination de Paz au Pouvoir militaire suprême. Paz au demeurant avait convié à la réunion des représentants provinciaux devant se tenir à Córdoba non seulement les provinces de l’interieur, mais aussi celles du Litoral. Ces dernières toutefois repoussèrent l’invitation et intensifièrent au contraire les contacts qu’elles entretenaient déjà entre elles, inquiètes du pouvoir militaire de Paz, dont le génie s’était dévoilé dans les batailles de La Tablada, en juin 1929, et d’Oncativo, en février 1830, remportées contre Quiroga, et qui à présent dominait neuf provinces.
Cependant, les pourparlers qui avaient lieu alors entre les représentants des provinces du Litoral en vue du Pacte fédéral étaient rendues difficiles par la question de la mise sous tutelle fédérale des recettes douanières, à quoi Buenos Aires restait opposée. Finalement, le 4 janvier 1831, les provinces de Santa Fe, Entre Ríos et Buenos Aires signèrent le Pacte fédéral, par lequel ils faisaient alliance ensemble dans la Ligue du Litoral ; Corrientes la rejoignit à son tour le 8 avril. Dans leur déclaration, les provinces signataires invitaient les autres provinces argentines à adhérer à la Ligue du Litoral et les appelaient à participer à un congrès visant à structurer politiquement le pays selon un système fédéral (article 16, alinéa 5).
Ainsi donc, aussi bien la Ligue de l’intérieur que la Ligue du Litoral manifestaient comme la justification ultime de leur existence la définition de structures politiques nationales à travers la convocation d’un congrès général. Cependant, alors que la Ligue du Litoral indiquait que le système politique à adopter devait nécessairement être de type fédéral, la Ligue de l’intérieur pour sa part s’en remettait, pour le choix du régime national, aux travaux du congrès, ainsi que l’énonçait l’article 12. C’est ce qui explique pourquoi l’historiographie argentine en est venue à appeler "Liga Federal" la Ligue du Litoral, et "Ligue unitaire" celle de l’intérieur, même si plusieurs historiens contestent cette dernière appellation donnée à la Ligue de l’intérieur.

## Guerre avec la Ligue du Litoral
Fin 1830, des soulèvements locaux, aiguisés par les caudillos, éclatèrent dans plusieurs provinces affliliées à la Ligue de l’intérieur, en même temps qu’augmentait la menace d’une guerre avec les provinces du Litoral par les préparatifs de guerre de celles-ci. Le gouverneur de Santa Fe, Estanislao López, était occupé à rassembler une armée dans le but d’attaquer Córdoba à partir de l’est, pendant que Facundo Quiroga lançait une expédition hardie sur le sud de cette même province.
Le charisme dont jouissait Quiroga auprès des masses populaires et ses légendaires bravoure et hargne au combat aidèrent à faire de sa campagne militaire un succès : après avoir traversé le sud de Córdoba, il pénétra dans la province de San Luis, puis dans celle de Mendoza, où il battit les unitaires à la bataille de Rodeo de Chacón, le 28 mars 1831. À la suite de cette victoire, les fédéralistes de San Juan et de La Rioja parvinrent à reprendre le contrôle de ces provinces, qui furent par conséquent perdues pour la Ligue de l’intérieur.
L’armée de la Ligue du Litoral fit mouvement vers l’est de la province de Córdoba, mais avec précaution, car López n’ignorait pas le génie militaire de Paz et redoutait de subir une sévère défaite, comme celles qu’eut à souffrir Quiroga à La Tablada et à Oncativo. Pour sa part, Paz se déplaçait en quête d’une bataille décisive sur la frontière orientale de la Ligue de l’intérieur, avant de virer vers l’ouest sur les traces de Quiroga.
Par une circonstance fortuite, le général Paz fut fait prisonnier le 10 mai, et son armée, privée de son commandant, se retira sur Córdoba. Le général Gregorio Aráoz de Lamadrid, originaire de Tucumán, prit la tête de l’armée de la Ligue, et décida de se replier sur Tucumán. Face à l’avancée des troupes litorales se produisit un changement de gouvernement à Córdoba, qui adhéra au Pacte fédéral. Le 9 juin, une division de Santa Fe dressa son campement dans les faubourgs de la ville, et deux jours plus tard, les troupes de Buenos Aires y firent leur entrée. Une dizaine d’officiers et de sous-officiers de l’armée de la Ligue de l’intérieur furent emmenés prisonniers à San Nicolás de los Arroyos, où, le 16 octobre, le nouveau gouverneur de Buenos Aires, Juan Manuel de Rosas, donna l’ordre de les fusiller.

## Fin de la Ligue de l’Intérieur

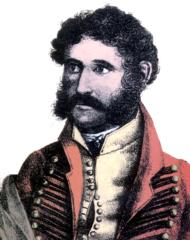
Juan Facundo Quiroga, caudillo originaire de La Rioja, mit fin à la guerre en infligeant une défaite à l’armée de la Ligue unitaire lors de la bataille de La Ciudadela près de Tucumán.

S’étant replié sur Tucumán, Lamadrid y stationna ses troupes. Six provinces étaient d’ores et déjà perdues pour la Ligue unitaire et les trois restantes (Salta, Tucumán et Catamarca) élurent chef d’État et chef militaire de la Ligue le général Rudecindo Alvarado, bien que Lamadrid gardât le commandement de l’armée fédérée.
Alvarado entama des négociations avec les dirigeants de la Ligue fédérale pour parvenir à un traité de paix, mais le gouverneur López, commandant en chef de l’armée conjointe des provinces du Litoral, s’y refusa. Les troupes de Santa Fe et de Buenos Aires regagnèrent leurs provinces respectives, mais López chargea Quiroga d’asséner le coup de grâce à l’armée de Lamadrid. Quiroga remporta la bataille de La Ciudadela (dans les environs de San Miguel de Tucumán), le 4 novembre 1831, puis occupa la province. Alvarado tenta, depuis Salta, d’engager de nouveaux pourparlers, mais devant l’absence de réaction, renonça à sa fonction et alla se réfugier en Bolivie, où Lamadrid s’était également enfui.

## Conséquences
La Ligue de l’intérieur démantelée, et les dirigeants du Parti unitaire proscrits, plusieurs personnalités importantes de l’intérieur crurent l’heure venue de procéder à l’organisation nationale telle que la fixait l’article 16, alinéa 5, du Pacte fédéral. Facundo Quiroga fut de ce nombre, et, séjournant à Buenos Aires, exposait ses idées en public. Rosas pour sa part était favorable à ce que le sujet de l’organisation nationale fût différé jusqu’à « après », sans préciser plus avant, ni convenir d’une date. Il consigna ses idées en la matière dans la missive dite de la Hacienda de Figueroa, par lui signée, qu’il adressa à Quiroga, avant que celui-ci ne fût assassiné dans une embuscade près de Barranca Yaco, dans la province de Córdoba.
L’organisation nationale étant ajournée indéfiniment, les provinces de l’intérieur durent se résigner à persister dans leur précaire économie artisanale, insuffisante pour prospérer. En 1840, les provinces du nord-ouest se prononcèrent contre le gouverneur Rosas et fondèrent une nouvelle ligue, la Coalition du nord, avec l’objectif de réaliser enfin l’organisation nationale, qui notamment devait redistribuer les rentes douanières récoltées par Buenos Aires.